# Пласервилл
Пласервилл (англ. Placerville) — город на севере штата Калифорния (США). Административный центр округа Эль-Дорадо. В 2010 году в городе проживали 10 389 человек.
По данным Бюро переписи населения США, Пласервилл имеет площадь 15,05 квадратных километров.
Город был основан после обнаружения в Коломе золота и начала Золотой лихорадки в 1848 году. В 1854 году поселение получило статус города.

## Население
| Год переписи | Нас.  |  | %±     |
| ------------ | ----- |  | ------ |
| 1860         | 2466  |  | —      |
| 1870         | 1562  |  | −36,7% |
| 1880         | 1951  |  | 24,9%  |
| 1890         | 1690  |  | −13,4% |
| 1900         | 1748  |  | 3,4%   |
| 1910         | 1914  |  | 9,5%   |
| 1920         | 1650  |  | −13,8% |
| 1930         | 2322  |  | 40,7%  |
| 1940         | 3064  |  | 32%    |
| 1950         | 3749  |  | 22,4%  |
| 1960         | 4439  |  | 18,4%  |
| 1970         | 5416  |  | 22%    |
| 1980         | 6739  |  | 24,4%  |
| 1990         | 8355  |  | 24%    |
| 2000         | 9610  |  | 15%    |
| 2010         | 10389 |  | 8,1%   |
| 2018         | 11048 |  | 6,3%   |

По данным переписи 2010 года население Пласервилла составляло 10 389 человек (из них 47,5 % мужчин и 52,5 % женщин), в городе было 4129 домохозяйств и 2461 семья. Расовый состав: белые — 83,9 %, коренные американцы — 1,6 % афроамериканцы — 0,8 %, азиаты — 0,9 % и представители двух и более рас — 4,4 %. 17,9 % населения города — латиноамериканцы (15,1 % мексиканцев).
Население города по возрастному диапазону по данным переписи 2010 года распределилось следующим образом: 21,9 % — жители младше 18 лет, 4,1 % — между 18 и 21 годами, 56,3 % — от 21 до 65 лет и 17,7 % — в возрасте 65 лет и старше. Средний возраст населения — 40,4 года. На каждые 100 женщин в Пласервилле приходилось 90,3 мужчин, при этом на 100 совершеннолетних женщин приходилось уже 86,9 мужчин сопоставимого возраста.
Из 4129 домохозяйств 59,6 % представляли собой семьи: 38,9 % совместно проживающих супружеских пар (14,6 % с детьми младше 18 лет); 14,6 % — женщины, проживающие без мужей и 6,1 % — мужчины, проживающие без жён. 40,4 % не имели семьи. В среднем домохозяйство ведут 2,37 человека, а средний размер семьи — 2,97 человека. В одиночестве проживали 31,6 % населения, 14,5 % составляли одинокие пожилые люди (старше 65 лет).

## Экономика
В 2017 году из 8817 человек старше 16 лет имели работу 4172. При этом мужчины имели медианный доход в 51 500 долларов США в год против 40 625 долларов среднегодового дохода у женщин. В 2016 году медианный доход на семью оценивался в 64 471 $, на домохозяйство — в 51 250 $. Доход на душу населения — 27 030 $ в год. 13,1 % от всего числа семей в Пласервилле и 18,6 % от всей численности населения находилось на момент переписи за чертой бедности.